# Díode endarrerit

El símbol esquemàtic d'un díode endarrerit.

En els dispositius semiconductors, un díode endarrerit (també anomenat díode posterior) és una variació d'un díode Zener o d'un díode de túnel que té una millor conducció per a petits polars inversos (per exemple -0,1 a -0,6 V) que per a tensions de polarització directa.
El corrent invers en aquest díode és per túnel, que també es coneix com a efecte túnel.

Diagrama de bandes d'un díode endarrerit. L'energia d'un electró es troba a l'eix vertical, la posició del dispositiu és a l'eix horitzontal. El díode cap enrere té la propietat inusual que l'anomenada direcció de polarització inversa en realitat té més flux de corrent que l'anomenada polarització directa.

## Característiques corrent-tensió del díode endarrerit
La característica I–V directa és la mateixa que la d'un díode P–N normal. Latensió de ruptura comença quan s'aplica tensió inversa. En el cas d'una avaria Zener, comença a una tensió determinada. En aquest díode la tensió es manté relativament constant (independentment del corrent) quan es connecta en polarització inversa. El díode cap enrere és una forma especial de díode de túnel en què el fenomen de túnel només és incipient i la regió de resistència negativa pràcticament desapareix. El corrent directe és molt petit i esdevé equivalent al corrent invers d'un díode convencional.

## Aplicacions dels díodes endarrerits
Detector
Com que té una capacitat baixa i cap efecte d'emmagatzematge de càrrega, i una característica de senyal petita fortament no lineal, el díode cap enrere es pot utilitzar com a detector de fins a 40 GHz.
Rectificador
Es pot utilitzar un díode cap enrere per rectificar senyals febles amb amplituds màximes de 0,1 a 0,7 V.
Interruptor
Un díode cap enrere es pot utilitzar en aplicacions de commutació d'alta velocitat.